# Койшов
Койшов або Койшів (словац. Kojšov) — село в Словаччині, Гельницькому окрузі Кошицького краю. Розташоване в східній частині Словаччини в північно-східній частині Словацьких Рудних гір в долині Койшовського потоку (Р'єка). Недалеко від села біля гори Койшовська голя (1246 м над рівнем моря) знаходиться відомий центр гірськолижного туризму «SKI PARK Kojšovská hoľa».

## Історія
Уперше згадується у 1368 році. У 15 та 16 століттях село зазнало напливу переселенців в рамках тзв. валаської колонізації зі сходу. Нові колоністи — пастухи принесли нові етнографічні риси, які відбиваються до сьогодні в мові, побуті, релігії а також у вдачі місцевого населення.

## Культура
Село славиться утримуванням народних традицій. З 1958 року працює фольклорний гурт «Койшован», з 1997 року дитячо-молодіжний фольклорний гурт «Єдлинка», при якому у 2003 році створено гурт народної музики «Койшовян».

### Пам'ятки культури
- будинок парафії з початку 18 століття,
- виставка 15 комплетних видів народного одягу (кроїв) в одному з місцевих кам'яних будинків.

### Храми
- греко-католицька церква свв. Петра і Павла з 1809 року в стилі класицизму,
- православна церква з 1999 року.

## Населення
| Рік:            | 1994. | 2004.   | 2014.   | 2024.   |
| --------------- | ----- | ------- | ------- | ------- |
| Кількість осіб: | 789   | 749     | 713     | 690     |
| Різниця:        |       | -5,06 % | -4,80 % | -3,22 % |

| Рік:            | 2023. | 2024.   |
| --------------- | ----- | ------- |
| Кількість осіб: | 698   | 690     |
| Різниця:        |       | -1,14 % |

У селі проживає 729 осіб.
Національний склад населення (за даними останнього перепису населення — 2001 року):
- словаки — 98,52 %,
- цигани — 0,27 %,
- чехи — 0,13 %,
- поляки — 0,13 %.

Склад населення за приналежністю до релігії станом на 2001 рік:
- греко-католики — 66,40 %,
- римо-католики — 23,79 %,
- православні — 5,51 %,
- протестанти — 0,54 %,
- не вважають себе вірянами або не належать до жодної вищезгаданої конфесії — 3,63 %.

### Видатні постаті
- Якубисько Юрій (словац. Juraj Jakubisko) — 30 квітня 1938 року в селі народився один з найкращих словацьких кінорежисерів, живе у Празі.